# Glyphodella flavibrunnea
Glyphodella flavibrunnea là một loài bướm đêm trong họ Crambidae.